# Reformierte Kirche Tschappina

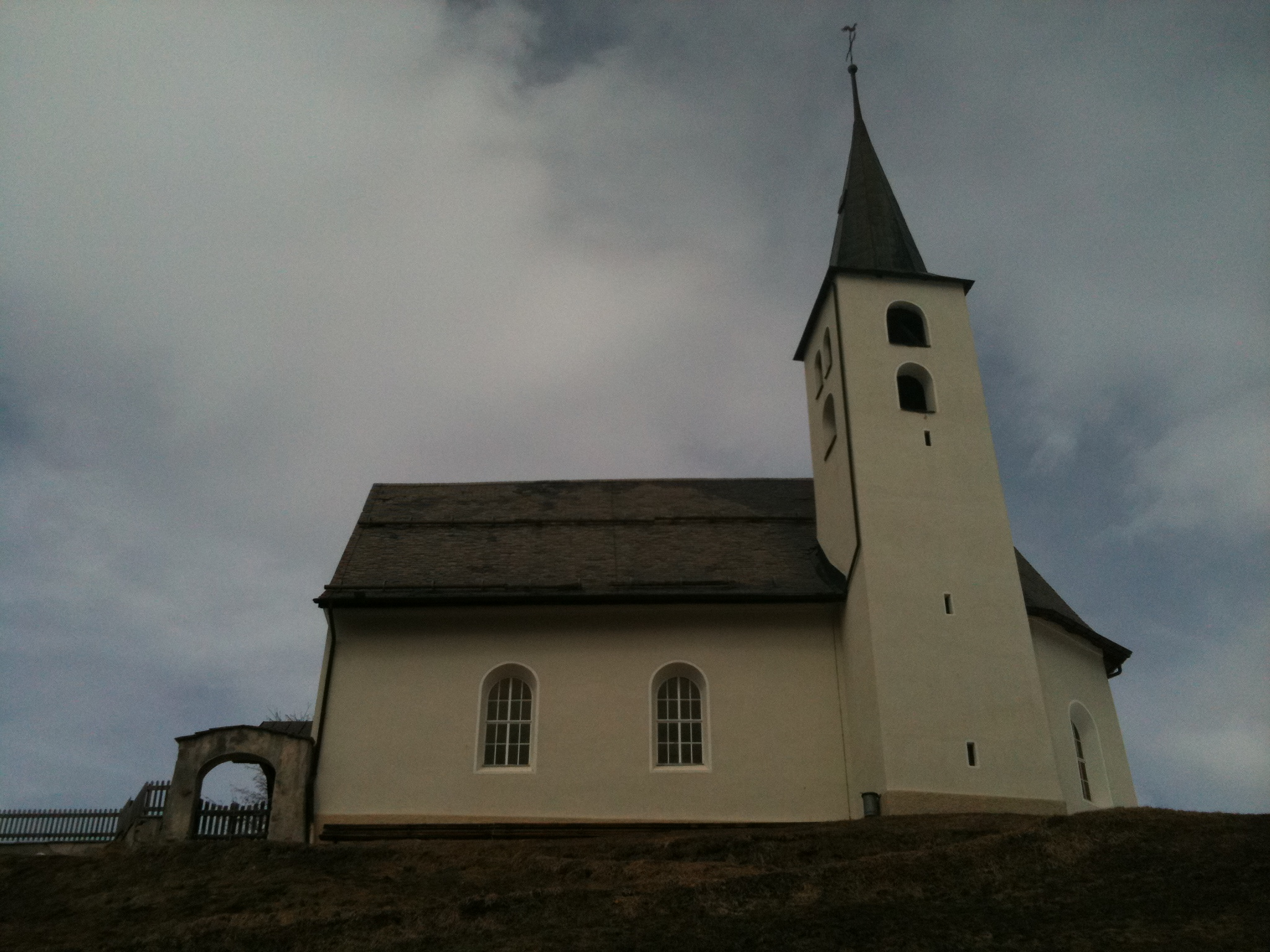
Kirche Tschappina

Die reformierte Kirche in Tschappina zuoberst am Heinzenberg ist ein evangelisch-reformiertes Gotteshaus unter dem Denkmalschutz des Kantons Graubünden. Die Kirche steht frei auf einer Anhöhe.

## Geschichte
Im Mittelalter war Tschappina St. Johann auf Hohenrätien zugehörig, bevor es 1505 noch in vorreformatorischer Zeit zu Portein kam. 1459 ist in Tschappina ersturkundlich eine Kapelle unter dem Patrozinium von St. Joder (= St. Theodor, wahrscheinlich nach Theodor von Sitten) bezeugt.
Tschappina nahm nach 1525 die Reformation an und wurde bald darauf eine eigenständige Kirchgemeinde.

## Ausstattung
Der Kirchturm ist von einem Spitzhelm, das Kirchenschiff von einem Walmdach bedeckt. Im barockisierenden Kircheninneren läuft alles auf den zentralen Taufstein zu, auf dem auch das Abendmahl gefeiert wird. Eine polygonale Kanzel mit Schalldeckel schliesst linksseitig den Chorraum ab.

## Kirchliche Organisation
Die Evangelisch-reformierte Landeskirche Graubünden führt Tschappina als Predigstätte der Kirchgemeinde Oberheinzenberg, welche früher vom Pfarramt in Flerden, heute von den Pfarrämtern in Cazis und in Präz aus pastorisiert wird.

## Galerie

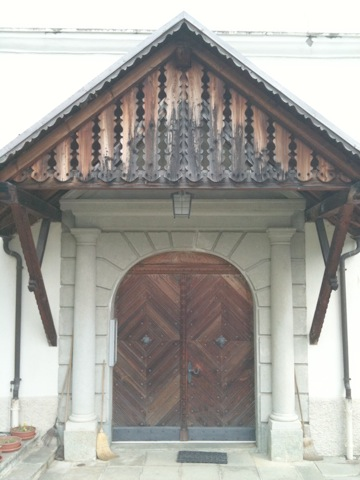
Portal
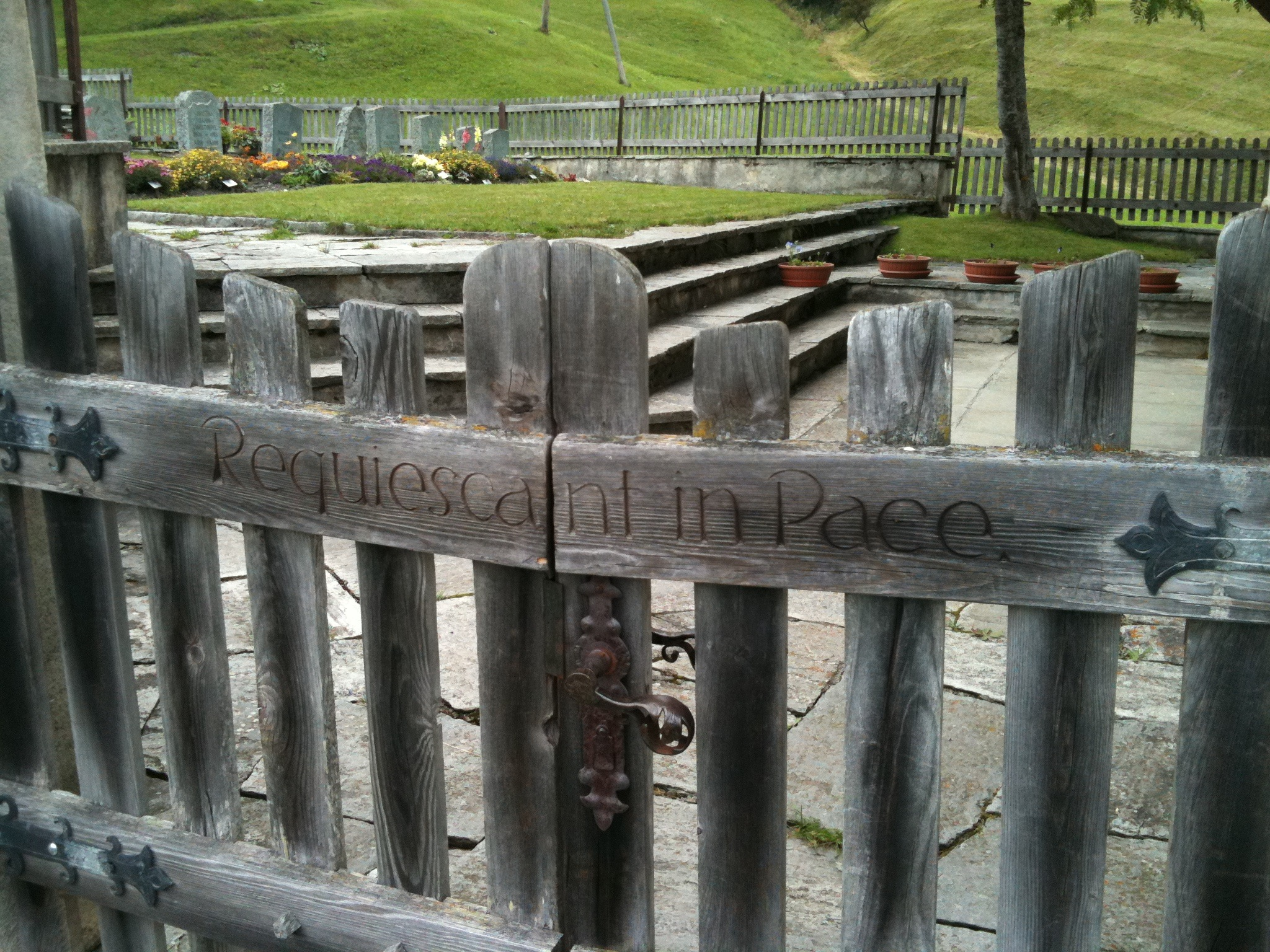
Eingang zum Kirchfriedhof: "Requiescant in Pace" (Mögen sie in Frieden ruhen)